# Балог, Норберт
Норберт Шандор Балог (венг. Balogh Norbert Sándor; 21 февраля 1996, Хайдубёсёрмень, Венгрия) — венгерский футболист, нападающий клуба «Дунайска Стреда», на правах аренды выступающий за «Вашаш».

## Карьера
Он начал играть в футбол в футбольном клубе Хайдубёсёрмень и он был замечен во время выставочного матча тренером Ласло Арани, который предложил ему перейти в Академию Дебрецена. Когда Балогу было 17 лет он подписал контракт с «Дебреценом», и снимал квартиру там в одноимённом городе. Часть своей зарплаты отправлял родителям. Важным человеком в жизни Норберта является отец, который научил его многому и убедил пойти в футбол.

### Дебрецен
1 августа 2014 года Балог дебютировал в чемпионате Венгрии в матче против МТК, в котором «Дебрецен» уступил 0:1.
17 мая 2015 года сделал дубль в матче против «Ломбарда», отличившись на 60-й и 87-й минуте.
9 января 2016 года «Аякс» предложил «Дебрецену» 1,5 млн € за переход футболиста.

### Палермо
13 января 2016 года Балог перешёл в итальянский «Палермо». Сумма трансфера составила 2,200,000€.

### В сборных
Выступал за различные возрастные сборные Венгрии. Участник домашнего чемпионата Европы до 19 лет 2014.